# Millerscheid
Millerscheid ist ein Ortsteil der Gemeinde Ruppichteroth.

## Geographie
Das Dorf liegt auf den Hängen des Bergischen Landes im Homburger Bröltal. Westlich liegt Much-Werschberg. Südlich des Ortes fließt der Millerscheider Bach, der in die Bröl mündet. Der Ort ist über die Landesstraße 350 erreichbar.

## Geschichte
1644 befand sich in der Millerscheider Honschaft ein Lehn-Dienst-Sattelgut einer Witwe Griefrath. Das Gut musste im Bedarfsfall ein Pferd stellen.
1809 hatte der Ort 51 katholische Einwohner.
1910 waren für Millerscheid die Haushalte Tagelöhner Gerhard Happ, die Ackerer Peter und Peter Josef Manz, Ackerer Joh. Meiner, Schuster Gerhard Nußbaum, Fabrikarbeiter Joh. Reif und Ackerer Wilhelm Reif verzeichnet.